# Тюшевское сельское поселение
Тюшевское сельское поселение — муниципальное образование (сельское поселение) в Рязанском районе Рязанской области.
Административный центр — село Тюшево.

## История
Тюшевское сельское поселение образовано в 2006 г.

## Население
| 2010  | 2012  | 2013  | 2014  | 2015  | 2016  | 2017  |
| ----- | ----- | ----- | ----- | ----- | ----- | ----- |
| 3240  | ↗3306 | ↗3379 | ↗3402 | ↘3391 | ↗3497 | ↗3553 |
| 2018  | 2019  | 2020  | 2021  |       |       |       |
| ↗3623 | ↗3651 | ↗3699 | ↗3790 |       |       |       |

## Состав сельского поселения
| №  | Населённый пункт | Тип населённого пункта       | Население |
| -- | ---------------- | ---------------------------- | --------- |
| 1  | Березники        | деревня                      | ↘12       |
| 2  | Большое Шапово   | деревня                      | ↘25       |
| 3  | Даниловка        | деревня                      | 170       |
| 4  | Земенки          | деревня                      | 7         |
| 5  | Мушковатово      | село                         | ↗547      |
| 6  | Нашатыркино      | деревня                      | ↘8        |
| 7  | Тюшево           | село, административный центр | ↗1176     |
| 8  | Хирино           | деревня                      | 929       |
| 9  | Шахманово        | деревня                      | 232       |
| 10 | Ульяновка        | деревня                      | 134       |